# Ipomoea amnicola
Ipomoea amnicola är en vindeväxtart som beskrevs av Morong. Ipomoea amnicola ingår i släktet praktvindor, och familjen vindeväxter. Inga underarter finns listade i Catalogue of Life.